# Сауков, Анатолий Иванович
Анатолий Иванович Сау́ков (р. 1926) — советский и российский учёный-электрофизик, специалист в области экспериментальной ядерной физики, кандидат физико-математических наук (1964); лауреат Сталинской премии (1953) и Государственной премии СССР (1973).

## Биография
Родился 27 декабря 1926 года в селе Салбо Идринского района Красноярского края в крестьянской семье.
С 1950 года после окончания Ленинградского электротехнического института им. В. И. Ленина — был направлен в город Дубна и назначен старшим лаборантом и научным сотрудником Гидротехнической лаборатории Академии наук СССР.
С 1955 года работал в системе атомной промышленности СССР — направлен в закрытый город Челябинск-70. С 1955 по 1959 годы — научный сотрудник, с 1959 года — начальник Лаборатории прикладных нейтронных измерений и лазерного термоядерного синтеза, с 1987 года — ведущий научный сотрудник  Всероссийского научно-исследовательского института технической физики (ВНИИТФ), занимался физическими измерениями  в области исследования термоядерного горения и термоядерной детонации. Помимо основной деятельности читал лекции на кафедре общей физики Снежинского физико-технического института МИФИ.

## Награды
Источники:

### Премии
- Сталинская премия третьей степени (1953) — за ядерно-физические исследования, связанные с разработкой и испытанием изделия РДС-6с[4])
- Государственная премия СССР (1973)